# Leyland P76
Leyland P76 – samochód osobowy klasy średniej-wyższej produkowany przez australijski oddział brytyjskiej firmy Leyland Motors w latach 1973-1975. Następca samochodu Austin Kimberley. Dostępny był wyłącznie jako 4-drzwiowy sedan. Do napędu używano silników R6 o pojemności 2,6 l oraz V8 4,4 l. Moc przenoszona była na oś tylną poprzez 3-lub 4-biegową manualną bądź 3-biegową automatyczną skrzynię biegów.

## Dane techniczne (R6 2.6)

### Silnik
- R6 2,6 l (2623 cm³), 2 zawory na cylinder, SOHC
- Układ zasilania: gaźnik
- Średnica cylindra × skok tłoka: 76,20 mm × 95,76 mm
- Stopień sprężania: 9,0:1
- Moc maksymalna: 123 KM (90,5 kW) przy 4500 obr./min
- Maksymalny moment obrotowy: 224 N•m przy 2000 obr./min

### Osiągi
- Przyspieszenie 0-100 km/h: 15,3 s
- Prędkość maksymalna: około 155 km/h

## Dane techniczne (V8 4.4)

### Silnik
- V8 4,4 l (4416 cm³), 2 zawory na cylinder, OHV
- Układ zasilania: gaźnik
- Średnica cylindra × skok tłoka: 88,90 mm × 88,90 mm
- Stopień sprężania: 9,0:1
- Moc maksymalna: 195 KM (143 kW) przy 4250 obr./min
- Maksymalny moment obrotowy: 386 N•m przy 2500 obr./min

### Osiągi
- Przyspieszenie 0-100 km/h: 10,4 s
- Prędkość maksymalna: około 180 km/h

### Pozostałe
- Opony: 6,95 x 14
- Prześwit: 187 mm